# Williams Santamaría
Agustín Williams Santamaría Valdera (geboren am 5. August 1962 im Distrikt Pacora, Peru; gestorben am 30. April 2021 im Distrikt Mi Perú, Peru) war ein peruanischer Politiker. Er war von 2019 bis zu seinem Tod im April 2021 durch COVID-19 Bürgermeister von Mi Perú, einem Distrikt der Provinz Callao.

## Politische Laufbahn
Bei den Wahlen in Peru 2011 stellte sich Santamaría als Mitglied von Justicia, Tecnología, Ecología zur Wahl auf, um die Region Callao im peruanischen Kongress zu vertreten; jedoch wurde er nicht gewählt. Bei den Bürgermeisterwahlen 2015 des neugegründeten Distrikts Mi Perú ließ er sich ohne Erfolg zur Wahl aufstellen. Bei den nächsten Kommunalwahlen 2018 war er als Mitglied der Regionalpartei Por Ti Callao erfolgreich und er wurde am 1. Januar 2019 zum Bürgermeister (alcalde distrital) von Mi Perú ernannt. Während der COVID-19-Pandemie in Peru erkrankte er an COVID-19 und verstarb am 30. April 2021 nach dreiwöchiger Krankheit. Die stellvertretende Bürgermeisterin Jade Elisa Vega Vega wurde nach seinem Tod zur neuen Bürgermeisterin ernannt.